# Itália nos Jogos Olímpicos de Verão de 2016
Itália participou dos Jogos Olímpicos de Verão de 2016, que foram realizados na cidade do Rio de Janeiro, no Brasil, entre os dias 5 e 21 de agosto de 2016.

## Natação
| Atleta                                                              | Prova           | Eliminatórias | Eliminatórias | Semifinal   | Semifinal   | Final       | Final       |
| Atleta                                                              | Prova           | Tempo         | Pos.          | Tempo       | Pos.        | Tempo       | Pos.        |
| ------------------------------------------------------------------- | --------------- | ------------- | ------------- | ----------- | ----------- | ----------- | ----------- |
| Ilaria Bianchi                                                      | 100 m borboleta | 58,48         | 20º           | Não avançou | Não avançou | Não avançou | Não avançou |
| Luisa Trombetti                                                     | 400 m medley    | 4:45,52       | 26º           | —           | —           | Não avançou | Não avançou |
| Sara Franceschi                                                     | 400 m medley    | 4:48,48       | 30º           | —           | —           | Não avançou | Não avançou |
| Erika Ferraioli Silvia di Pietro Aglaia Pezzato Federica Pellegrini | 4 x 100 m livre | 3:35,90       | 4º Q          | —           | —           | 3:36,78     | 6º          |

| Atleta           | Prova        | Eliminatórias | Eliminatórias | Semifinal   | Semifinal   | Final       | Final       |
| Atleta           | Prova        | Tempo         | Pos.          | Tempo       | Pos.        | Tempo       | Pos.        |
| ---------------- | ------------ | ------------- | ------------- | ----------- | ----------- | ----------- | ----------- |
| Luca Marin       | 400 m medley | 4:17,88       | 16º           | —           | —           | Não avançou | Não avançou |
| Federico Turrini | 400 m medley | 4:18,39       | 20º           | —           | —           | Não avançou | Não avançou |
| Gabriele Detti   | 400 m livre  | 3:43,95       | 3º Q          | —           | —           | 3:43,49     | Bronze      |
| Andrea Toniato   | 100m peito   | 1:00,45       | 22º           | Não avançou | Não avançou | Não avançou | Não avançou |